# ThinThread
ThinThread és el nom d'un projecte que la Nacional Security Agency (NSA) dels Estats Units va dur a terme en el transcurs de la dècada de 1990, segons un article publicat al Baltimore Sun el 17 de maig de 2006. El programa incloïa l'escolta telefònica indiscriminada i l'anàlisi precisa de les dades que en resultaven, però segons l'article, el programa va ser interromput tres setmanes abans els atemptats de l'11 de setembre de 2001 en raó dels canvis en les prioritats i la consolidació dels serveis d'informació americans.

## Principi
El programa utilitzava una tècnica de xifratge de la informació de privadesa sensible en un esforç per complir les qüestions legals i podia identificar automàticament amenaces potencials. Les fonts de les dades d'aquest programa haurien inclòs "dades massives de telèfon i correu electrònic", però l'extensió d'aquesta informació no està clara. Només una vegada s'havia descobert una amenaça, es desencriptaven les dades per a l'anàlisi per part dels agents.
ThinThread agrupava quatre eines de vigilància d'avantguarda:
- Utilitzava els mètodes més sofisticats per poder classificar dades massives de telèfon i correu electrònic i poder identificar les comunicacions sospitoses.
- Identificava els números de telèfon dels EUA i altres dades de les comunicacions, xifrant-los per a garantir la privadesa de les trucades.
- Treballava un sistema d'auditoria automatitzat per a controlar com els analistes manejaven la informació, per tal de prevenir un ús indegut i millorar l'eficiència.
- Analitzava les dades per identificar les relacions entre les persones que feien trucades i encadenar els seus contactes. Només quan es trobaven proves d'una amenaça potencial, els analistes podien sol·licitar la desencriptació dels registres. Aquest component es coneixia com a MAINWAY i, segons el periodista guanyador del Premi Pulitzer James Risen, "MAINWAY es va convertir en el cor del programa espia domèstic de la NSA".[6]

## Projecte Trailblazer
El "canvi de prioritat" es va prendre per la decisió presa pel director del general de la NSA, Michael V. Hayden, d'adoptar un concepte anomenat Trailblazer, tot i que el projecte ThinThread era un prototip de treball que pretenia protegir la privadesa dels ciutadans nord-americans. ThinThread va ser rebutjat i substituït pel Projecte Trailblazer, que no tenia les proteccions de privadesa.  Un consorci liderat per la Science Applications International Corporation va rebre l'adjudicació d'un contracte de 280 milions de dòlars per a desenvolupar el Trailblazer el 2002.